# Aeroporto di Verona-Villafranca

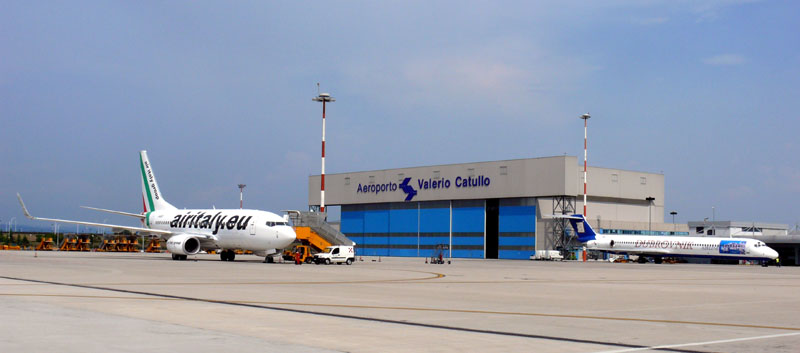
Hangar aeroporto Catullo di Villafranca di Verona

L'aeroporto di Verona-Villafranca "Valerio Catullo" (IATA: VRN, ICAO: LIPX) è un aeroporto internazionale italiano che si trova nei territori di Villafranca di Verona (nella frazione di Dossobuono) e di Sommacampagna (nella frazione di Caselle), a circa 12 km a sud-ovest dal centro della città di Verona. 
Assieme agli aeroporti di Venezia-Marco Polo e Treviso, forma il sistema aeroportuale del Veneto, mentre assieme all'aeroporto di Brescia, forma il sistema aeroportuale del lago di Garda. 
Gli aeroporti di Verona e Brescia sono gestiti dalla società Aeroporto Valerio Catullo di Verona Villafranca S.p.A, a sua volta controllata in maggioranza dal gruppo SAVE, principale concessionario del trasporto aeronautico nel Veneto. 
L'aeroporto opera al servizio di uno fra i più importanti comprensori in Europa, trovandosi al centro di un'area che comprende come bacino d'utenza circa quattro milioni di abitanti nelle province di Brescia, Mantova, Rovigo, Vicenza, Trento, Bolzano e Verona, rappresentanti anche il 12% del PIL nazionale.
L'aeroporto, precedentemente classificato come aeroporto militare, dall'11 settembre 2008 la completa proprietà è passata rispettivamente a ENAC e a ENAV.
Dal 2021 sono in corso importanti lavori di ampliamento e modernizzazione dello scalo, in vista delle Olimpiadi Invernali 2026. 
Lo scalo è inoltre hub principale e sede centrale della compagnia aerea Air Dolomiti, parte del gruppo Lufthansa. 

## Storia

### Primi anni
La Base Aerea di Villafranca fu un aeroporto militare durante la prima guerra mondiale. 
A Ganfardine il 3 maggio 1918 arriva la 134ª Squadriglia che vi resta fino al 1º dicembre, il 12 maggio la 61ª Squadriglia fino al 25 novembre e la 1ª Sezione SVA fino al marzo 1919 e il 14 maggio la 75ª Squadriglia caccia fino al 15 giugno e dal 29 giugno fino al marzo 1919.
Il 6 luglio arriva anche il III Gruppo (poi 3º Gruppo caccia terrestre) fino al 4 dicembre.
L'8 novembre 1918 arriva la 60ª Squadriglia fino al febbraio 1919 e il 12 dicembre la 56ª Squadriglia fino alla fine del 1919 e la 57ª Squadriglia fino al 1919.
Sempre in dicembre arriva la 58ª Squadriglia fino a febbraio 1919.
Aprì al traffico civile nei primi anni dieci con voli giornalieri per Roma e voli a nolo per destinazioni del Nord Europa.
Nel 1951 arriva il 5º Stormo che il 1º febbraio 1953 diventa 5ª Aerobrigata restando fino al 1956 e dal 1º dicembre 1954 il 3º Stormo che il 1º gennaio 1956 diventa 3ª Aerobrigata Ricognizione Tattica.
Verso la fine degli anni settanta, con il primo progetto comune tra Provincia, Comune e la locale Camera di commercio, vennero costruiti il molo passeggeri, uffici e strutture di assistenza. La società di gestione Aeroporto Valerio Catullo di Verona Villafranca S.p.A. fu creata nel dicembre 1978. La proprietà era divisa tra le amministrazioni della Regione Veneto, del comune di Villafranca di Verona, del comune di Sommacampagna, della Provincia di Rovigo, della Regione Lombardia, della Provincia di Brescia, della Provincia autonoma di Trento (secondo principale azionista) e della Provincia autonoma di Bolzano.

### Espansione negli anni '90 e 2000
Nel 1990 il molo passeggeri fu ampliato per far fronte al costante aumento del traffico. Il piazzale aeromobili e i parcheggi auto furono ingranditi; inoltre l'accesso all'aeroporto fu migliorato con un collegamento al nuovo anello stradale di Verona (SS 12) in occasione della Coppa del mondo di calcio.
Nel 1995 l'aeroporto raggiunse il primato di un milione di passeggeri annui. Nel 1999 raggiunse il secondo grado in Italia nella classifica dei voli charter, subito dietro Milano-Malpensa e Roma-Fiumicino.
Agli inizi degli anni 2000, il numero di passeggeri continuò a crescere: 2 milioni all'anno nel 2001 e 3 milioni nel 2006.
In risposta alla costante crescita del traffico, la società di gestione sta provvedendo ad un deciso ampliamento delle strutture. I primi interventi sono stati compiuti il rifacimento e l'allungamento della pista di volo, l'ampliamento dei piazzali di sosta aeromobili e la costruzione di un nuovo molo arrivi, detto Terminal 2, inaugurato a maggio 2006 dal viceministro dei Trasporti Cesare De Piccoli e dal vicepresidente della Regione Veneto Luca Zaia, situato vicino alla struttura originale, detta Terminal 1. Come risultato del programma di espansione, la capacità dell'aeroporto è raddoppiata. Attualmente il Terminal 1 è usato solo per le partenze e il Terminal 2 per gli arrivi.
Piani futuri prevedevano l'integrazione tra le due strutture, l'estensione dei piazzali aeromobili, la costruzione di una stazione ferroviaria sulla linea Verona-Modena e una nuova uscita dell'autostrada A22.
Infatti, a luglio 2016, si è concluso il rifacimento del piazzale aeromobili e l'apertura di una nuova area commerciale.
Tra il 2018 e il 2019 sono stati realizzati i seguenti interventi:
- rifacimento pavimentazione della via di rullaggio T situata sul lato opposto dei moli, con adeguamento AVL a diodi;
- rifacimento testata 22 e 04 della pista, con realizzazione del piazzale di manovra su testata 04 per aumentare la capacità;
- sentiero di avvicinamento pista 04 sopraelevato.

Nel 2019, in occasione dei lavori di rifacimento del fognolo nord nel piazzale di sosta, sono stati predisposti i cavidotti per i futuri pozzetti 400 Hz a servizio degli aeromobili.

### Anni 2020 e le Olimpiadi Invernali
Nel 2020 era previsto il rifacimento di un ampio tratto della pista, con passaggio di tutte le luci a diodi e di un rullaggio, oltre all'inizio dell'ampliamento del Terminal Partenze (T1), sia lato terra che lato volo, con l'aggiunta di tre torrini collegati con altrettanti pontili al corpo dell'edificio. Tuttavia, a causa del COVID-19, tali interventi sono stati rimandati di un anno.
Nel 2021, per effetto della riforma Madia, Aerogest viene liquidata, ma i singoli soci che la componevano accettano di partecipare all'aumento di capitale nell'ottica di finanziare le opere di riqualificazione e ampliamento dell'aeroporto in vista delle Olimpiadi di Milano-Cortina del 2026. 
A fine luglio 2021, iniziano i lavori per l'ampliamento e il rinnovamento dell'aeroporto, con la superficie dell'aerostazione che passerà da 24.840 mq a 36.370 mq, mentre verranno ristrutturati 10.000 mq di superficie già esistente e creato un nuovissimo terminal per le partenze. La prima fase dei lavori di ampliamento, si è conclusa il 18 ottobre 2024, quando è stata inaugurata la nuova area per i check-in e i controlli di sicurezza. I rimanenti lavori dovrebbero concludersi entro la fine del 2025, in vista delle Olimpiadi Invernali del 2026. 
Dal 13 settembre al 26 ottobre 2021 inoltre è stato riqualificato un ampio tratto della pavimentazione della pista e della via di rullaggio C, sulle quali è avvenuto il passaggio delle luci a LED. I lavori hanno avuto un costo di circa 10 milioni di euro e sono stati eseguiti principalmente di notte, infatti lo scalo è rimasto chiuso solo dal 3 all'8 ottobre 2021.

## Traffico
L'aeroporto ha visto lo sbarco deciso delle compagnie a basso costo nel 2007. Wind Jet aveva inaugurato i collegamenti (da/per Catania e Palermo) a settembre 2006 e ha aggiunto a marzo 2007 Mosca e San Pietroburgo, Ryanair è sbarcata a Verona con un volo da Francoforte e dal 2007 anche Brema. Clickair ha iniziato il 1º aprile 2007 a collegare Verona a Barcellona.
Il traffico aereo ha continuato a crescere durante gli anni 2010, con 3.385.794 passeggeri registrati nel 2011. A causa di un'investigazione dell'Unione europea riguardante le elevate sovvenzioni ricevute dalla compagnia aerea irlandese Ryanair per i suoi voli di linea, la compagnia aerea ha lasciato l'aeroporto di Villafranca nel 2012. Questo ha causato una notevole riduzione del traffico passeggeri nel 2013.
A partire dall'inverno 2014, la compagnia a nolo italiana Neos ha stabilito nell'aviorimessa la sua principale base di manutenzione, ampliando inoltre l'offerta di voli di lungo raggio verso le destinazioni di Messico (Cancun) e Tanzania (Zanzibar), che si aggiungono ai voli per Capoverde (Boavista e Sal), Dubai, Egitto (Marsa Alam, Hurgada, Sharm el Sheikh, Marsa Matrouh), Tunisia (Djerba, Monastir, Hammamet), Canarie (Tenerife, Las Palmas, Fuerteventura), Baleari (Ibiza, Minorca, Palma di Maiorca), Tel Aviv, Grecia (Kos, Karpathos, Creta, Rodi, Mykonos, Santorini) e Cagliari.
La compagnia irlandese Ryanair, dopo aver chiuso tutti i voli nel 2012, torna all'aeroporto di Verona con nuove rotte dal 1º aprile 2015, per Bruxelles (Zaventem), Palermo e Londra. Diverse compagnie aeree hanno modificato i loro voli a nolo in servizi di linea durante la stagione invernale 2015-2016: Finnair vola tra Verona ed Helsinki e AirBaltic tra Verona e Riga. La rotta tra Parigi e Verona, operata da Air France, ha invece cessato le operazioni ad ottobre 2015, venendo sostituita con voli operati dalla sua sussidiaria economica Transavia, che a sua volta ha cessato le operazioni nel 2017, lasciando Verona senza collegamenti diretti con la capitale francese. Da aprile 2022 Volotea ha ripristinato il collegamento, seguita poi dalla compagnia di bandiera francese nel 2024. Transavia, invece, ha continuato i collegamenti con Amsterdam.
| Anno | Passeggeri | Statistiche                                                                                  |
| ---- | ---------- | -------------------------------------------------------------------------------------------- |
| 2000 | 2 293 799  | Questo grafico non è disponibile a causa di un problema tecnico. Si prega di non rimuoverlo. |
| 2001 | 2 188 068  | Questo grafico non è disponibile a causa di un problema tecnico. Si prega di non rimuoverlo. |
| 2002 | 2 185 785  | Questo grafico non è disponibile a causa di un problema tecnico. Si prega di non rimuoverlo. |
| 2003 | 2 452 723  | Questo grafico non è disponibile a causa di un problema tecnico. Si prega di non rimuoverlo. |
| 2004 | 2 687 565  | Questo grafico non è disponibile a causa di un problema tecnico. Si prega di non rimuoverlo. |
| 2005 | 2 649 655  | Questo grafico non è disponibile a causa di un problema tecnico. Si prega di non rimuoverlo. |
| 2006 | 3 007 965  | Questo grafico non è disponibile a causa di un problema tecnico. Si prega di non rimuoverlo. |
| 2007 | 3 510 259  | Questo grafico non è disponibile a causa di un problema tecnico. Si prega di non rimuoverlo. |
| 2008 | 3 402 601  | Questo grafico non è disponibile a causa di un problema tecnico. Si prega di non rimuoverlo. |
| 2009 | 3 065 968  | Questo grafico non è disponibile a causa di un problema tecnico. Si prega di non rimuoverlo. |
| 2010 | 3 022 784  | Questo grafico non è disponibile a causa di un problema tecnico. Si prega di non rimuoverlo. |
| 2011 | 3 385 794  | Questo grafico non è disponibile a causa di un problema tecnico. Si prega di non rimuoverlo. |
| 2012 | 3 198 788  | Questo grafico non è disponibile a causa di un problema tecnico. Si prega di non rimuoverlo. |
| 2013 | 2 719 815  | Questo grafico non è disponibile a causa di un problema tecnico. Si prega di non rimuoverlo. |
| 2014 | 2 775 616  | Questo grafico non è disponibile a causa di un problema tecnico. Si prega di non rimuoverlo. |
| 2015 | 2 591 255  | Questo grafico non è disponibile a causa di un problema tecnico. Si prega di non rimuoverlo. |
| 2016 | 2 807 811  | Questo grafico non è disponibile a causa di un problema tecnico. Si prega di non rimuoverlo. |
| 2017 | 3 099 142  | Questo grafico non è disponibile a causa di un problema tecnico. Si prega di non rimuoverlo. |
| 2018 | 3 459 807  | Questo grafico non è disponibile a causa di un problema tecnico. Si prega di non rimuoverlo. |
| 2019 | 3 638 088  | Questo grafico non è disponibile a causa di un problema tecnico. Si prega di non rimuoverlo. |
| 2020 | 1 040 555  | Questo grafico non è disponibile a causa di un problema tecnico. Si prega di non rimuoverlo. |
| 2021 | 1 458 738  | Questo grafico non è disponibile a causa di un problema tecnico. Si prega di non rimuoverlo. |
| 2022 | 2 982 060  | Questo grafico non è disponibile a causa di un problema tecnico. Si prega di non rimuoverlo. |
| 2023 | 3 436 843  | Questo grafico non è disponibile a causa di un problema tecnico. Si prega di non rimuoverlo. |

| Posizione | Rotta                                       | Passeggeri |
| --------- | ------------------------------------------- | ---------- |
| 1         | Aeroporto di Catania-Fontanarossa, Sicilia  | 338.389    |
| 2         | Aeroporto di Palermo-Punta Raisi, Sicilia   | 229.313    |
| 3         | Aeroporto di Roma-Fiumicino, Lazio          | 200.970    |
| 4         | Aeroporto di Cagliari-Elmas, Sardegna       | 145.140    |
| 5         | Aeroporto di Olbia-Costa Smeralda, Sardegna | 107.988    |

## Dati tecnici
L'aeroporto è dotato di una sola pista, orientata a 044° (o a 224° a seconda della direzione).
La pista 04 (quindi quella orientata a 044°) è dotata del sistema di atterraggio strumentale (ILS), mentre sia la pista 04 che la 22 sono dotate del sistema PAPI. L'aeroporto è stato dotato inoltre nel gennaio del 2008 di un innovativo impianto per la sicurezza dei voli in caso di nebbia (per la prima volta in Italia). Questo sistema è utilizzato per la guida degli aerei a terra e garantisce massima sicurezza.
L'aeroporto si trovava all'interno dell'area controllata dal CCA di Padova, mentre dal 20 maggio 2021 è stato affidato al CCA di Milano.

## Collegamenti

### Auto
L'aeroporto si raggiunge in auto dalle autostrade A4 e A22: provenendo da Brescia con uscita Sommacampagna in circa 10 minuti seguendo le indicazioni "Aeroporto". Con provenienza da Vicenza, Mantova, Trento, Bolzano uscita Verona Nord in circa 10 minuti seguendo le indicazioni "Aeroporto".

### Trasporto pubblico
L'aeroporto è collegato alla stazione ferroviaria di Verona tramite il servizio navetta no-stop "Verona Airlink", operato da ATV, in collaborazione con Trenitalia. Il tempo di percorrenza tra le due fermate è di circa 25 minuti.